# 扎巴里內 (斯卡多夫斯克區)
46°27′58″N 32°17′41″E / 46.46611°N 32.29472°E
扎巴里内（烏克蘭語：Забарине）是位於烏克蘭南部的村莊，由赫爾松州斯卡多夫斯克區的丘拉基夫卡市鎮負責管轄。該村始建於1917年，面積0.07平方公里，2001年人口104，人口密度每平方公里1,485.7人。